# Notechidnopsis
Notechidnopsis (лат.) — монотипный род суккулентных растений, принадлежащий к семейству Кутровые. Род произрастает в Южно-Африканской Республики, в частности из Капской провинции.

## Название
Notechidnopsis получил свое название от греческого notos, — Юг, и рода Echidnopsis, указывая на сходство с этим родом и более южное распространение.

## Описание
Представители рода характеризуются сочными стеблями высотой 2-6 см, маловетвистыми и обладающими бесцветным млечным соком. Иногда присутствуют корневища с мочковатыми корнями. Сочные стебли зеленого цвета имеют цилиндрическую форму, длиной 3-10 см и шириной 9-13 мм, с 6-8 углами, округлыми углами и голыми поверхностями. Листья редуцированы до мелких чешуек или могут отсутствовать, обычно округлой формы. 
Соцветия внепазушные, с 2-5 цветками, при этом одновременно открывается 1-2 цветка. Соцветия простые, сидячие, с голыми цветоножками. Цветки обладают душистым, медоносным, ароматным и нектароносным характером. 
Количество хромосом составляет 2n = 22.

## Таксономия
Notechidnopsis Lavranos & Bleck, первое упоминание в Cact. Succ. J. (Los Angeles) 57: 255 (1985).

### Виды
По данным сайта Plants of the World Online на 2023 год, род включает один подтвержденный вид:
- Notechidnopsis tessellata (Pillans) Lavranos & Bleck

#### Синонимы (вида)
Гомотипные (основанные на одном и том же номенклатурном типе):
- Caralluma tessellata Pillans (1933)
- Ceropegia tessellata (Pillans) Bruyns (2017)
- Echidnopsis framesii A.C.White & B.Sloane (1937)
- Echidnopsis tessellata (Pillans) A.C.White & B.Sloane (1933), nom. illeg.

Гетеротипные (основанные на разных номенклатурных типах):
- Caralluma serpentina Nel (1935)
- Echidnopsis serpentina (Nel) A.C.White & B.Sloane (1937)